# بلجاوم
بلجاوم هي مدينة في الولاية الهندية كارناتاكا الواقعة في الجزء الشمالي على طول غاتس الغربية. إنه المقر الإداري لقسم بلجاوم المسمى وحي بلجاوم. اقترحت حكومة ولاية كارناتاكا جعل بيلجاوم العاصمة الثانية لولاية كارناتاكا، ومن ثم افتتحت المبنى الإداري الثاني للولاية سوفارنا فيدانا سودها في 11 أكتوبر 2012.